# روجر كليمنس
روجر كليمنس (بالإنجليزية: Roger Clemens) هو لاعب كرة قاعدة أمريكي، ولد في 4 أغسطس 1962 في دايتون في الولايات المتحدة.

## وصلات خارجية
- الموقع الرسمي
- روجر كليمنس على موقع دوري كرة القاعدة الرئيسي (الإنجليزية)
- روجر كليمنس على موقعبيزبول رفرنس.كوم (الدوري الرئيسي) (الإنجليزية)
- روجر كليمنس على موقعبيزبول رفرنس.كوم (الدوري الثانوي) (الإنجليزية)
- روجر كليمنس على موقع إي إس بي إن.كوم (أم.أل.بي) (الإنجليزية)
- روجر كليمنس على موقع مشجعي الرسوم البيانية (الإنجليزية)
- روجر كليمنس على موقع IMDb (الإنجليزية)
- روجر كليمنس على موقع الموسوعة البريطانية (الإنجليزية)
- روجر كليمنس على موقع إن إن دي بي (الإنجليزية)
- روجر كليمنس على موقع قاعدة بيانات الفيلم (الإنجليزية)